# S級怪獸《貝希摩斯》被誤認成小貓，成為精靈女孩的騎士（寵物）一起生活
《S級怪獸《貝希摩斯》被誤認成小貓，成為精靈女孩的騎士（寵物）一起生活》，簡稱：貝希貓，是同時連載於成為小說家吧和KAKUYOMU的轻小说。銀翼希望為原作作者，夜野實月則擔任輕小說插畫。2018年3月2日，由東雲太郎擔任漫畫製作、白泉社代理出版。
2024年3月18日，宣布動畫化並將在2024年的AnimeJapan舉辦舞台紀念。

## 登場人物

### 主要人物
球球（聲：畠中祐、杉山里穗〔猫〕）
前人類騎士。他倒在了惡魔的刀下，卻不知為何轉生成能透過進食魔物的屍體來習得技能的幼年巨獸，S級怪物。外型像隻貓，但其實是貝希摩斯的幼体，後來可一段時間變身進化為貝希摩斯第二、三形態。可通過捕食魔物來習得技能特性。當他在迷宮中受重傷時，被愛莉亞誤以為是小貓而獲救，他發誓要成為她的騎士。轉生後的性格依然是驕傲的騎士。在戰鬥中運用豐富的技能支援愛莉亞等人。其幼体貓形態深受各大女性冒險者的歡迎，時常捲入愛莉亞她們為主的桃色事件以及混浴，即使得知自己吃了史萊姆種樹繩妖後獲得能與異種族交配的能力，也會在因為自己的騎士矜持下而各種把持住。
愛莉亞（聲：矢野妃菜喜）
初出茅廬的精靈美少女冒險者，崇拜亞理莎這位“劍聖”，她單槍匹馬地擊敗了曾經襲擊她家鄉的惡魔。誤以為球球是隻持有固有技能的元素貓。因為經常有男性冒險家以組隊（所謂搭訕）的名義不懷好意接近她，所以她通常單獨行動。最初因為憧憬救過她家鄉魯米魯斯的亞理莎使用長劍而跟著使用雙長劍，但後來各種戰鬥不便，被芭爾坎指出長劍不適合她後改使用了擅長使用的雙短劍，擅長利用加速技能進行高速戰鬥。她很努力，個性也很善良，在迷宮裡找到的小貓取名為“球球”，並把牠當作自己的寵物，卻後來喜愛到不時表露性慾和獨佔慾，妄想跟球球發生性關係。收養了球球後，逐漸與球球、芭爾坎、斯媞拉、莉莉和菲莉一同組隊和同居。
芭爾坎（聲：楠木燈）
武器店的獸人美少女老闆娘兼鍛造師。愛莉亞的好友兼冒險小隊成員之一。她也是C級冒險者，但實際上能力已經是C以上，卻因為自己對升級後事務更繁多會變麻煩為由而拒絕升級。利用天生的超人力量揮舞巨錘。雖然她個性自以為是，但對自己的能力很有信心，她給愛莉亞的建議也很準確。真實身份其實是神器工匠。
斯媞拉（聲：上田瞳）
原為大地巨龍，球球和愛莉亞在迷宮裡遇見的美少女，其名為愛莉亞所命名的。一度曾差點把第一形態的球球擊敗，後來在迷宮中再次遇上了為了救中了被貝利爾下了詛咒毒的愛莉亞而需要巨龍眼睛的球球，被球球以貝希摩斯第二形態擊敗後轉生成龍人，卻也因此喜歡上了打敗她的球球，非常饑渴追求球球的精子，要求讓她懷孕，也因此經常被愛莉亞教訓。少有的能和球球通過心靈感應跟球球溝通的人。後來加入愛莉亞小隊，作為小隊的坦克擔當，習慣用重劍和盾作為武器，後來經過與朱里烏斯·阿烏修拉的訓練而獲得新技能及能力加強。
莉莉（聲：大渕野野花）
居住在森林迷宮中，據說是難得的邂逅的高等精靈少女。喜歡惡作劇，利用自己嬌小的身體給球球、愛莉亞等人帶來各種各樣的麻煩。她的攻擊技能是“妖精子彈”，以無法被察覺的高速光彈刺穿敵人。她和菲莉是好朋友，喜歡甜食。一度被雷伊斯作為向古拉德斯通伯爵復仇來作為發動死靈術式的魔力祭物，後被愛莉亞一行救回。隨後與菲莉一同加入愛莉亞冒險小隊。後來經過與別西卜的訓練而獲得新技能及能力加強。
菲莉（聲：和久井優）
居住在森林迷宮中，個性溫和的妖精族(樹妖種)少女，但擁有一種神秘的力量，可以自由地操縱森林裡的植物。她的攻擊技能是“白鞭”，召喚植物鞭子擊倒敵人。和莉莉是好朋友。一度被雷伊斯作為向古拉德斯通伯爵復仇來作為發動死靈術式的魔力祭物，後被愛莉亞一行救回。隨後與莉莉一同加入愛莉亞冒險小隊。後來經過與別西卜的訓練而獲得新技能及能力加強。

### 其他人物
亞理莎（聲：內田真禮）
在決定魔族命運的大戰「魔族的黃昏」中，為人類帶來勝利的巾幗英雄之一。因為她能自如地揮舞兩把長劍，所以被稱為「劍聖」。故鄉在阿爾弗斯王國。當愛莉亞的家鄉魯米魯斯遭到魔族大軍襲擊時，她是單槍匹馬拯救了村莊的天才，是愛莉亞的救星，也是她敬佩的人。實則是大魔導士的妻子之一。內心真實性格跟愛莉亞類似都是不時表露性慾。
安納德·霍斯涅格（聲：檜山修之）
暱稱安娜，曾是B級冒險者，現任商業區冒險者公會的接待員。他身材健碩、肌肉隆起，散發著典型的娘系男子魅力。
塞德里克·琉因（聲：大塚剛央）
身為迷宮都市領主的迷宮都市琉因公爵家的長子，同時也是「魔族的黃昏」的英雄之一，是大魔導師的結拜義兄。
外表看起來是個外表端正、清爽的青年，但內心卻有些古怪、不近女色。他操控著能吸取生命力的黑暗長劍，以獵殺魔物為樂。擔任騎士隊長一職。
拉拉（聲：平塚紗依）
受愛莉亞救助的孤兒小女孩。
丹尼（聲：柳田淳一）
塞德里克隊伍的騎士。擔任副隊長一職。武器是長劍。
霍華（聲：濱野大輝）
塞德里克隊伍的騎士。擔任坦克角色，使用挑釁技能吸引敵人。
凱妮（聲：安野希世乃）
塞德里克隊伍的騎士。個性豪爽，像個大姊頭。武器是戰斧。
瑪麗耶塔（聲：東山奈央）
塞德里克隊伍的騎士。以「的說(ですぅ)」這種甜美的說話方式為特徵。武器是棍棒。
蕾歐娜（聲：川澄綾子）
愛莉亞的母親。總是掛著前往迷宮都市的女兒。在愛莉亞離開家鄉魯米魯斯之後，不自覺在訓練中覺醒了“普通攻擊是全體二連擊”的特性。
雷伊斯·葛雷波恩（聲：中博史）
在格拉斯頓鎮經營「雷伊斯商會」的商人。為了將在迷宮都市得到的地龍骨架帶回去，他委託愛莉亞等人擔任途中的護衛。
艾麗莎·葛雷波恩（聲：原ミユキ）
雷伊斯·葛雷波恩的未婚妻。
蓋澤爾·阿烏修拉（聲：二又一成）
位於帝都克拉利亞爾的皇帝。
朱里烏斯·阿烏修拉（聲：木島隆一）
位於帝都克拉利亞爾的第一皇子。
別西卜（聲：井口裕香）
聖魔王，大魔導士的妻子之一。
艾爾文（聲：手塚弘道）
精靈村魯米魯斯村長。
費歐涅（聲：菊池紗矢香）
隸屬魯米魯斯騎士隊。
雷歐（聲：大野智敬）
元素貓。在魯米魯斯遭到魔族大軍襲擊時，曾和亞理莎一同救了小時候的愛莉亞。

### 反角
卡斯曼（聲：間宮康弘）
貴族出身的C級冒險者男性。覬覦愛莉亞美貌，被球球擊敗阻止，胯部被當場擊碎。
貝利爾（聲：興津和幸）
在迷宮都市的鄰鎮·雷納德出現的魔族。擁有與人類同等的智慧，為了某種計畫而接連擄走鎮上的居民。後來被愛莉亞等其他冒險者組成的小隊發覺而被擊殺，臨死前還給愛莉亞上了致死詛咒。
古拉德斯通伯爵（聲：高橋伸也）
古拉德斯通鎮的伯爵。利用地位物色看上的美女意圖誘拐，不從者則被任意玩壞甚至處死，雷伊斯·葛雷波恩的未婚妻艾麗莎就死於他手。試圖想誘拐愛莉亞小隊的人，卻反被不知不覺的情況下喝下了含有吐真劑的茶，在處刑想對自己復仇的雷伊斯的刑場上不自覺當眾自曝了長期以來的種種惡行，徹底被鎮民所清算，最終和手下一同被王國所逮捕並被永久關入大牢。
瓦沙克（聲：子安武人）
在迷宮都市復活的四魔族之一。
利維（聲：鈴木日菜）
曾經被亞理莎討伐打倒的四魔族之一，後來響應瓦沙克的魔族行動而復活，結果卻再次被趕來討伐的亞理莎直接秒殺。
彌諾陶洛斯（聲：小野寺悠貴）
洞穴巨人（聲：佐久間元輝）
獨眼巨人
雙頭犬
古希歐娜（聲：稻瀨葵）
受到瓦沙克派遣前往魯米魯斯之村尋找賢者之石下落的魔族。

## 出版書籍

### 輕小說
| 卷數 | 微雜誌社       | 微雜誌社               |
| 卷數 | 發售日期       | ISBN                   |
| ---- | -------------- | ---------------------- |
| 1    | 2018年3月30日  | ISBN 978-4-89637-700-2 |
| 2    | 2018年10月30日 | ISBN 978-4-89637-829-0 |

### 漫畫
| 卷數 | 白泉社         | 白泉社                 | 東立出版社    | 東立出版社             |
| 卷數 | 發售日期       | ISBN                   | 發售日期      | ISBN                   |
| ---- | -------------- | ---------------------- | ------------- | ---------------------- |
| 1    | 2018年10月29日 | ISBN 978-4-592-16271-1 | 2020年6月12日 | ISBN 978-9-572-64159-0 |
| 2    | 2019年3月29日  | ISBN 978-4-592-16272-8 | 2022年6月9日  | ISBN 978-9-572-64160-6 |
| 3    | 2019年10月29日 | ISBN 978-4-592-16273-5 |               |                        |
| 4    | 2020年3月27日  | ISBN 978-4-592-16274-2 |               |                        |
| 5    | 2020年11月27日 | ISBN 978-4-592-16275-9 |               |                        |
| 6    | 2021年5月28日  | ISBN 978-4-592-16336-7 |               |                        |
| 7    | 2022年2月28日  | ISBN 978-4-592-16337-4 |               |                        |
| 8    | 2022年10月28日 | ISBN 978-4-592-16338-1 |               |                        |
| 9    | 2023年4月28日  | ISBN 978-4-592-16339-8 |               |                        |
| 10   | 2023年10月27日 | ISBN 978-4-592-16340-4 |               |                        |
| 11   | 2024年3月29日  | ISBN 978-4-592-16428-9 |               |                        |
| 12   | 2024年12月26日 | ISBN 978-4-592-16429-6 |               |                        |
| 13   | 2025年7月29日  | ISBN 978-4-592-16430-2 |               |                        |

## 電視動畫
於2025年1月至3月播出。

### 製作人員
- 原作：東雲太郎（原作漫畫），銀翼希望（原作），東雲太郎、夜野實月（人物原案）
- 導演：平川哲生
- 系列構成：加藤還一
- 角色設計、總作畫監督：阿部智之
- 音樂：白戶佑輔、oni
- 音樂制作：Flying DOG
- 動畫制作：ZERO-G、Saber Works
- 製作：貝希貓製作委員会

### 主題曲
演唱：大渕野野花，作詞、作曲、編曲：川谷繪音。

演唱：（安野希世乃、東山奈央），作詞、作曲、編曲：白戶佑輔。

### 各話列表
| 話數   | 標題                            | 劇本     | 分鏡     | 演出                | 作畫監督 | 首播日期      |
| ------ | ------------------------------- | -------- | -------- | ------------------- | --- | ------------- |
| 第1話  | 精靈女孩與騎士的契約            | 平川哲生 | 平川哲生 | 淺見隆司            | 阿部智之 | 2025年 1月4日 |
| 第2話  | 虎耳鍛造師與新技能              | 佐藤壽昭 | 淺見隆司 | 中野敬太            | 鈴木美音織 河野栞                                                                                            | 1月11日       |
| 第3話  | 緊急任務 前往討伐魔族！         | 平川哲生 | 渡邊慎一 | 中野敬太 水野健太郎 | 金貞順 申奈羅 北條直明 岩崎亮 鵜池一郎 杉本幸子 園田大勢                                                     | 1月18日       |
| 第4話  | 覺醒！「貝希摩斯」              | 平川哲生 | 松尾慎   | 李東益              | 林麗喜 崔智奧                                                                                                | 1月25日       |
| 第5話  | 精靈女孩與龍女孩                | 加藤還一 | 比嘉     | 淺見隆司            | 鈴木美音織 河野栞                                                                                            | 2月1日        |
| 第6話  | 迷途之森的少女們                | 佐藤壽昭 | 松尾慎   | 粟井重紀            | 金貞順 申奈羅 Lee Jae min Lee Jong man Kim Yusun 杉本幸子 鵜池一馬 北條直明 園田大勢                         | 2月8日        |
| 第7話  | 進逼的不死族 伯爵領地的負面傳聞 | 平川哲生 | 稻垣隆行 | 中野敬太            | - | 2月15日       |
| 第8話  | 精靈女孩要搬家                  | 加藤還一 | 高木宣弘 | 淺見隆司            | 鈴木美音織 河野栞                                                                                            | 2月22日       |
| 第9話  | 前往帝都！命中注定的再會        | 佐藤壽昭 | 佐藤文和 | 粟井重紀            | 金貞順 申奈羅 Lee Jae min Lee Jong man Ho seung jin Lee Sang jin Kim Yusun 杉木幸子 岩崎亮 北條直明 園田大輔 | 3月1日        |
| 第10話 | 球球與愛莉亞的覺醒力量          | 平川哲生 | 比嘉     | 神崎 中野敬太       | 河野栞 鈴木美音織                                                                                            | 3月8日        |
| 第11話 | 賢者之石與魯米魯斯的秘密        | 加藤還一 |          | JOL醬               | | 3月15日       |
| 第12話 | 聖刃與聖獸                      | 平川哲生 | 中村欣也 | 淺見隆司 中野敬太   | 鈴木美音織 河野栞                                                                                            | 3月22日       |

### 播映平台
| 播放日期                             | 播放時間                       | 播放電視台   | 播放地區 | 備註                                |
| ------------------------------------ | ------------------------------ | ------------ | -------- | ----------------------------------- |
| 2025年1月4日—                        | 星期六 22:30–23:00             | TOKYO MX     | 東京都   |                                     |
|                                      |                                | SUN電視台    | 兵庫縣   |                                     |
| 2025年1月6日—                        | 星期一 0:00–0:30（星期日深夜） | BS11         | 日本全域 | BS放送 / 『ANIME+』時期             |
| 2025年1月7日—                        | 星期二 22:30–23:00             | AT-X         | 日本全域 | CS放送 / 字幕放送 / 有重播 R15+指定 |
| 2025年1月10日—                       | 星期五 3:29–3:59（星期四深夜） | 北海道電視台 | 北海道   |                                     |
| 2025年1月14日—                       | 星期二 1:15–1:45（星期一深夜） | 新潟電視台21 | 新潟縣   |                                     |
| 2025年1月24日—                       | 星期五 1:18–1:48（星期四深夜） | 長崎文化放送 | 長崎縣   |                                     |
| 2025年2月16日—                       | 星期日 2:30–3:00（星期六深夜） | 北陸朝日放送 | 石川縣   |                                     |
| 沒有說明的電視台播放的均為『普通版』 |                                |              |          |                                     |

### BD
| 卷數 | 發售日期      | 收錄話數     | 規格編號     |
| ---- | ------------- | ------------ | ------------ |
| BOX  | 2025年6月25日 | 第1話—第12話 | VTXF-174/175 |

## 腳註

### 來源
1. ↑  ヤングアニマル公式. . X. 2024-03-19  [2024-03-20]. （原始内容存档于2024-03-19） （日语）.
2. ↑  . 小説家になろう.   [2024-03-20] （日语）.
3. ↑  . カクヨム - 「書ける、読める、伝えられる」新しいWeb小説サイト. 2022-03-04  [2024-03-20]. （原始内容存档于2024-03-20） （日语）.
4. ↑  . Natalie. 2018-03-02  [2024-03-20]. （原始内容存档于2024-03-08） （日语）.
5. 1 2 3  . Natalie. 2024-03-18  [2024-03-20]. （原始内容存档于2024-03-19） （日语）.
6. 1 2  . コミックナタリー.   [2024-07-26]. （原始内容存档于2024-09-10） （日语）.
7. ↑  . In-news.   [2024-03-20]. （原始内容存档于2024-03-08） （英语）.
8. ↑  . In-news.   [2024-03-20]. （原始内容存档于2024-03-08） （英语）.
9. ↑  . 白泉社.   [2024-03-20]. （原始内容存档于2023-10-29） （日语）.
10. ↑  . 東立出版社.   [2024-03-20]. （原始内容存档于2024-03-20）.
11. ↑  . 白泉社.   [2024-03-20]. （原始内容存档于2023-10-29） （日语）.
12. ↑  . 東立出版社.   [2024-03-20]. （原始内容存档于2024-03-20）.
13. ↑  . 白泉社.   [2024-03-20]. （原始内容存档于2023-10-29） （日语）.
14. ↑  . 白泉社.   [2024-03-20]. （原始内容存档于2023-12-03） （日语）.
15. ↑  . 白泉社.   [2025-08-05] （日语）.
16. ↑  . 白泉社.   [2025-08-05] （日语）.
17. ↑  . 白泉社.   [2025-08-05] （日语）.
18. 1 2  . コミックナタリー. Natalie. 2024-10-23  [2024-12-26] （日语）.
19. ↑  . 電視動畫《S級怪獸《貝希摩斯》被誤認成小貓，成為精靈女孩的騎士（寵物）一起生活》官方網站.   [2024-12-11]. （原始内容存档于2024-12-29） （日语）.
20. ↑  . 電視動畫《S級怪獸《貝希摩斯》被誤認成小貓，成為精靈女孩的騎士（寵物）一起生活》官方網站.   [2024-12-28]. （原始内容存档于2025-01-19） （日语）.
21. ↑  . 電視動畫《S級怪獸《貝希摩斯》被誤認成小貓，成為精靈女孩的騎士（寵物）一起生活》官方網站.   [2024-12-11]. （原始内容存档于2024-12-26）.
22. ↑  . AT-X. エー・ティー・エックス.   [2024-12-23]. （原始内容存档于2024-12-24）.
23. ↑  . AT-X. エー・ティー・エックス.   [2024-12-11]. （原始内容存档于2024-12-11）.
24. ↑  . 電視動畫《S級怪獸〈貝爾摩斯〉被誤認為小貓，成為精靈女孩的騎士（寵物）一起生活》官方網站.   [2025-01-04]. （原始内容存档于2025-01-26） （日语）.

## 外部連結
- KAKUYOMU （页面存档备份，存于）
- 成為小說家吧
- Young Animal （页面存档备份，存于） - 漫畫
- 官方網站 （页面存档备份，存于）